# ぶるうピーター
『ぶるうピーター』は、小山田いくによる日本の漫画作品。1982年から1983年にかけて、秋田書店の『週刊少年チャンピオン』に掲載された。全8巻として少年チャンピオン・コミックスから刊行されていた。その後、復刊ドットコムより全3巻に再構成され刊行されている。

## 概説
前作となる『すくらっぷ・ブック』の最終回掲載から2週間後とほとんど間を置かず、新たに連載が開始されたのが本作である。小山田の初期作品群の特徴である恋愛青春群像ものに分類されるが、『すくらっぷ――』と比較すると、主人公達の年齢が中学生から高校生に引き上げられ、その分ややシリアスな展開が増えたのが特徴。また、登場人物のほとんどが同級生だった前作と比較して、学生寮を舞台としているため、上級生や下級生も多く登場している。その反面、ほとんどの話が寮で展開され、校内（授業中・放課後）が登場するシーンはあまり見られない。タイトルの「ぶるうピーター」は、国際信号旗の出港旗（Blue Peter/P旗。「出発準備開始につき総員帰船せよ」）のこと。全77話。
小山田自身は『今読み返してみると、この「ぶるうピーター」は“別れの物語”だったんだなと思います。』と2007年の復刊時に述べている。
なお、『すくらっぷ――』とは同一の作品世界の物語であり（主人公の一帆達は『すくらっぷ――』の主人公の晴達と同一年齢）、同作の登場人物もゲスト出演の形で登場している。また、『どん亀サブマリン』は『ぶるうピーター』の登場人物の孫達を主人公に描かれている。
『すくらっぷ――』同様、「空気系」（日常系）という言葉さえなかった時代にその元祖となった作品の一つである。
かつては少年チャンピオン・コミックスから全8巻でコミックスが刊行されていたが、2000年頃から絶版になっていたために、新規入手が困難な状況となっていた（他作品と同様、2004年ごろにコミックパークのオンデマンド出版によって復刻されたが、値段の高さと品質の悪さがネックとなっていた）が、2007年に復刊ドットコムより「小山田いく選集第2期」として、全3巻に再構成されて刊行された。
2018年3月より、電子書籍で復刊し、電子書籍でも購入が可能となった。

## あらすじ
私立蒼風（そうふう）高校の学生寮アルゴー寮を舞台に、入学早々女子寮に入れられてしまった主人公とその周辺で起こる恋愛を含んだ青春の物語を描く。

## 主な登場人物

### アルゴー寮生
学生寮の寮生であるため、ほぼ全員が私立蒼風高校の学生（例外については記述）。

#### 6期生
紅尾 鈴（べにお りん）
一帆達が入寮した当時の女子寮寮長。通称「お鈴アネゴ」。
かつて同級生と付き合っていたが、ちょっとした事件のために別れてしまい、しかもその事件が元でそれまでは仲が良かった男子寮と女子寮の間に決定的な溝を作ってしまった。それ以来男嫌いで、女子寮に入る羽目になった一帆にもきつく当たっていたが、次第に……。
長身と腰まで伸びる黒髪、やや気の強そうな瞳を持つ女性らしいスタイルの持ち主だが “アネゴ”の異名通りやや勝気で男勝りな性格をしている。そのせいか普段着のほとんどがパンツルックで作中を通してパンツルック以外の服装をした回数は数えるほどしかない。
国立大学を目指していたが、入試に失敗して浪人。本来なら卒業と同時に寮を出なければならなかったが、前寮長という実績を慮って、特別に寮に残ることを許された。
単行本第7巻の欄外コーナー『アルゴー動物園』では“オリンギツネ”として紹介されている。
大野 久之（おおの ひさゆき）
一帆達が入寮した当時の男子寮寮長。鈴の一件も当然知っており、一帆達に男子寮と女子寮の橋渡しとなることを期待した。かなりの大食いで、カメが冗談で投げたスイカ一個を軽く完食している。

#### 7期生
梶 一（かじ はじめ）
大野の後を継いだ男子寮寮長。なかなかのやり手で、一帆に初めての敗北を味わわせた。3年生に進級した直後に、一帆に男子寮長を譲る。
下川 律子（しもかわ りつこ）
鈴の後を継いだ女子寮寮長。もめ事を嫌っており、締め付けを厳しくしていた鈴とは変わって協調路線をとった。梶と同様に3年生に進級した直後に寮長から退き、後を西夜に任せた。

#### 8期生
明科 一帆（あかしな かずほ）
本作の主人公。
K市南中学卒業後蒼風高校に入学し、家庭の事情でアルゴー寮に入寮するが、男子寮が満室だったため、女性が苦手なのにもかかわらず女子寮に入れられてしまう。壱岐や温田には「セイル」と呼ばれている。
カメ曰く「サーフィンからスキーまで」と言われるほどのスポーツ万能でスリングショット射撃を得意としている。反面勉強はやや苦手。
外国航路の航海士をしている父親の影響で、ヨットを趣味にしているが、山の中にある蒼風高校には当然ヨット部もなく、特に序盤ではなんとかヨット部を作ろうと迷走気味だったが、次第に周囲の仲間と真にうち解けてゆく中で寮生活に馴染んでゆく。母親を早くに亡くしており、さらに父親は半年に一度帰ってくるかどうかという家庭環境のため、さびしがり屋で別れには特に敏感な一面もある。
2年生に進級後、梶の後を継いで女子寮で暮らす男子寮長となるが、最終的には自分の夢のため転校することになり、後を皆に託して寮を去ってゆく。
単行本第7巻の欄外コーナー『アルゴー動物園』では“シロガシラフクロウ”
亀 行道（かめ ゆきみち）
一帆の幼なじみ・親友で一帆に付き合う形で蒼風高校にやってきた。通称「カメ」。実家は亀山寺という寺で、そこの次男坊。長男である兄（未登場）はすでに就職しており、将来は彼が寺を継ぐつもりらしく経典や仏教関係の言葉を引用して警句や説得に使う。また、「カメさんの6つの秘密」なるアイテムや特技を持っており、本編中でその総てが明かされている寮ではヌクと同室で、彼ともまた親友同士となる。当初、希美を巡ってヌクとはライバル関係となるも彼が身を引く形で収まり、その後かえでといい仲となる。極度のスケベで盗撮事件まで起こしてしまい、それに巻き込まれた一帆が西夜と別れる原因を作ってしまうが、切腹をするふりをして腹から鳩を出す手品を披露するなど作中を通じて基本的にあまり反省をしない性格であることが描かれている。
一帆の転校が明らかになったときはさすがに取り乱して「一緒について行く」とまで言ったが一帆のためと寮のことを冷静に考えアルゴー寮に残った。
単行本第7巻の欄外コーナー『アルゴー動物園』では“シナノヒトニガメ”
壱岐 良友（いき よしとも）
一帆のルームメイト。常に眼鏡をかけておりシニカルな面を見せるが、一帆と意気投合して親友となる。アルゴー寮8期生の中でもヌクと並ぶ理論派で策士と呼ばれることも。結果的に一帆に振られた形となった唱を慰め、当初は妹のように思っていた彼女を次第に好きになっていく。一帆とカメの策略に掛かり唱への気持ちを全寮内に放送されてしまったことがある。
姉ばかり3人の下に産まれた末っ子のため、女性の心理は熟知しており、女性には疎い一帆に度々解説している。ただ、元々人付き合いには消極的であまり関わろうとしない。その性格を自覚しており、寮に来たのもそれを治そうとしてのこと。なお、基本的に女性には「クン」を付けて呼んでいる。
単行本第7巻の欄外コーナー『アルゴー動物園』では“メガネジカ”
三郷 西夜（みさと せいや）
女子寮の寮生で、唱、希美とは中学時代からの親友同士。2年目はかえでと同室となる。気の強い性格で、女性の扱いに慣れていない一帆とは度々衝突していたが、次第にお互いに好意を抱くようになり付きあいはじめる。その後、一帆の男子寮長就任とともに女子寮長となった。
しかし、一帆との仲は些細な擦れ違いから次第にうまくいかなくなり、そしてとうとう破局を迎えてしまう。が、それ以降もお互いに親友として認め合い、共に寮長を務め続けた。
入学時にバレーボール部に入部したが、寮長職で多忙となり退部した。
単行本第7巻の欄外コーナー『アルゴー動物園』では“ホンドフトメリス”
十文字 唱（じゅうもんじ となえ）
女子寮の寮生で、西夜、希美とは中学時代からの親友同士。希美と同室。華道部所属。両親は有名な資産家で、その両親の元で育てられたので物怖じしないお嬢さま。世間知らずなため切符の買い方も知らない。当初は一帆に想いを寄せるも、一帆と西夜が付きあうことになって振られてしまい、以降は2人を応援する側に回る。そして振られた時に慰めてくれた壱岐との距離を少しずつ縮めてゆき、後に付き合うようになった。
単行本第7巻の欄外コーナー『アルゴー動物園』では“ジュウモンジオオハクチョウ”
南部 希美（なんぶ のぞみ）
女子寮の寮生で、西夜、唱とは中学時代からの親友同士。唱と同室。陸上部所属で足が速い。一人称が「希美」で他人をちゃん付けで呼ぶなど、子供っぽいところを残していたが、カメとヌクとの三角関係に巻き込まれてしまい、悩んだ末に髪を切ってヌクと付き合うことにした。
単行本第7巻の欄外コーナー『アルゴー動物園』では“ニトーシンノウサギ”
温田 稔（ぬくた みのる）
男子寮の寮生。カメとは同室で親友となる。通称「ヌク」。趣味はプラモデル等の工作で、カメのために強化改造した秘密装備を製作したのも彼。希美に惹かれるも、中学時代に辛い失恋をした経験と、親友のカメも希美に思いを寄せていたことを知ったために言い出せなかったが、希美が髪を切ってまで想いを伝えてきたことに応えて恋人同士となった。
単行本第7巻の欄外コーナー『アルゴー動物園』では“スパナコウモリ”
塩入 かえで（しおいり かえで）
女子寮の寮生で、2年目から西夜と同室。常に#マークの入ったどてらやTシャツを着ている。行動的というより武闘派で、アルミ合金で作られたカメのこうらを蹴り破ったこともある。弱点はくすぐりで周りからは度々くすぐりで制裁されている。
どちらかといえばカメ達とバカ騒ぎをやっているという印象が強いが、一帆と鈴が抱き合っているのを目撃して吐いてしまうような繊細な一面も持っている。
単行本第7巻の欄外コーナー『アルゴー動物園』では“イゲタヤマネコ”
泊 順（とまり じゅん）
男子寮の寮生で水泳部員。一帆と西夜が些細な擦れ違いを起こし始めた折に、たまたまそこにいて巻き込まれたような形で一同と関わるようになり、2人が破局を迎えてしまった後、西夜を真剣に好きになって付き合うようになる。
後に、転校する一帆から男子寮長を託され、西夜とコンビを組んでアルゴー寮の舵取りを担うことになった。
都築 のぶ子（つづき のぶこ）
1年生時の西夜のルームメイト。細かいところに気が回る真面目な性格であることから一帆・西夜の寮長辞任騒ぎの際西夜に直々に後継者に推薦された。

#### 9期生
常盤井 幹子（ときわい みきこ）
女子寮に新たに入寮してきた新入生。
中学時代は生徒会長を務めており、女子寮で暮らす男子寮生、つまり一帆に度々突っかかるが、次第にそのリーダーシップを認めていく。
カメには自分の行動について諭されたり、青蓮寺や鳥羽とのトラブルから助けられたりしたことから、尊敬と恋愛の入り交じった思いを向けている。
鶴 顕一（つる けんいち）
カメと一帆の中学の後輩。カメの一番弟子らしく、カメを追って蒼風高校に入学し、そのままアルゴー寮に入った。
登場後、しばらくはカメと行動を共にしている姿が描かれていたが、物語が進むにつれて登場しなくなった。
青蓮寺 剛（せいれんじ ごう）
男子寮に入寮した新入生。
中学時代から剣道部員であり、県大会に出場するほどの実力者。鳥羽精吾とはその時に知り合ったライバルである。
その鳥羽と偶然同じ高校に入学。寮の部屋も隣同士だったため、寮内や寮の敷地で度々小競り合いを起こしていた。
後にそれらが幹子の気を引きたい一心で行っていたことが発覚。それを咎めたカメと喧嘩になるが完敗する。
その後は鳥羽と一緒にカメを慕っている。
鳥羽 精吾（とば せいご）
青蓮寺のライバルであり、彼と同じく幹子に惚れている。
剣道のライバルとはいえ、仲が悪いというわけでも無い様子。
青蓮寺と2人がかりでカメと喧嘩するが同じく完敗。
九堂 陽子（くどう ようこ）
アルゴー寮七不思議の1つ「開かずの201号室」に入ってきた新入生。
かえでそっくりな元気娘であり、一帆の顔面に蹴りを食らわした事もある。
美弘、初世とは同じ中学出身の友人である。
関口 美弘（せきぐち みひろ）
陽子と同じく「開かずの201号室」に入ってきた新入生。
七不思議に関してはまるで動じておらず、陽子と共に楽しんでいる節さえある。
お調子者な性格であり、唱からは「カメと気が合いそう」と言われる（その際、本人はバツが悪そうな表情をしている）。
初世（はつよ）
陽子、美弘と共に入寮してきた新入生。
他の2人に比べて常識的でおしとやかな性格をしており、唱と意気投合する。

### その他
久留野 洋（くるの ひろし）
一帆がジュニアヨットスクールにいたころのコーチで、一帆の兄貴的存在。一帆とは、高校でヨット部員になったら一緒にヨットに乗ろうという約束をしており、それが一帆が強引にヨット部を作ろうとしていた原因の一つにもなっていた。
後に脱サラして、アルゴー寮の近くに帆船模型の工房と喫茶店を併設した店「クリッパー」を開店する。
井原 君子（いはら きみこ）
蒼風高校の教師。洋の大学時代の後輩で、婚約者。楚々とした美人で寮生を含む生徒達の人気も高く、洋との婚約が発覚したときは絶望の声を上げる生徒が多かった。
哲也（てつや）
苗字は不明。「クリッパー」の喫茶室を担当している。常に咥えているパイプがトレードマーク。
明科 潮（あかしな うしお）
一帆の父。世界中の海を回る航海士であるため、1年のほとんどを海上や海外で過ごしている。
渡航途中にオーストラリアに立ち寄った際、偶然にも唱の両親と出会ったことがある。
作中終盤に彼が船を降り、本社勤めになったことが一帆の転機となった。
明科 志津子（あかしな しづこ）
一帆の母。一帆が5歳の時に病気で他界しており、作中では既に故人となっている。
希世子（きよこ）
一帆の中学時代の同級生。あだ名はキョン。
入学当初から一帆に一目惚れしており中学時代中アタックを繰り返してきたが、当時は一帆が女性が苦手だったこともあり成就することはなかった。
カメの父
本名不明。亀山寺の現住職。海を回る潮に代わり、家族総出で一帆の面倒を見てきた。
カメの二頭身な容姿やスケベな性格は彼から受け継いだものと思われる。
カメの母
本名不明。心優しい性格の肝っ玉母ちゃん。
五郎兵衛、お咲（ごろべえ、おさき）
カメが実家に里帰りした後につれてきた亀。
冬でも冬眠しない（一帆によると、棲んでいる池に温泉が湧いており冬でも水温が高い）、人が歩くのと大差ない速度で走り回る、人間の頭くらいの高さまでジャンプできる、寸劇を披露するなど明らかに世間一般の亀とは変わった行動をとる。

## 作品の主な舞台

### 私立蒼風高校
一帆たちの通う高校。通学制と寮制の二種類の生徒が混在しており制服はない。五年前までヨット部があったが今は廃部になっているため内陸部に存在することが窺える。

### アルゴー寮
蒼風高校敷地内にある寮。作品中のエピソードは殆どこの寮内で展開する。
名前の由来はギリシア神話に登場する巨船アルゴー船から。
構造は食堂を挟んで一号館（男子寮、部屋番号は100番台の19室）と二号館（女子寮、部屋番号は200番台のやはり19室）が左右対称に並んでおり、それぞれの寮は二階建て18部屋の二人部屋と浴室、そして会議室が備わっている。
寮の収容可能人数は36人、寮全体で72人。寮生会があり寮長は各寮から男女一人ずつ選ばれる。週番は各寮から4人ずつ計8人が一週間交代であたっている。
一帆の転校、鈴の退去の後。8人の代表で寮を運営する“乗務員（クルー）会議”が設営された。
「アルゴー寮の七不思議」という怪談や、「寮長経験者が国立大を受験すると失敗する」というジンクスも存在する。

### 亀山寺
かつての交通の要所として栄えた宿場町のK市にあるカメの実家。イヌ1匹とイシガメが108匹も飼われているほか、大亀型のからくり人形がある。昔は有名な縁切り寺であった。

## 書誌情報
- 小山田いく『ぶるうピーター』 秋田書店〈少年チャンピオン・コミックス〉、全8巻
  1. 1982年11月5日発売 ISBN 4-253-04008-X
  2. 1983年1月5日発売 ISBN 4-253-04009-8
  3. 1983年4月1日発売 ISBN 4-253-04010-1
  4. 1983年5月30日発売 ISBN 4-253-04011-X
  5. 1983年8月1日発売 ISBN 4-253-04012-8
  6. 1983年9月30日発売 ISBN 4-253-04013-6
  7. 1983年12月5日発売 ISBN 4-253-04014-4
  8. 1984年2月10日発売 ISBN 4-253-04015-2